# Riserva naturale Fontanile Brancaleone
La riserva naturale Fontanile Brancaleone è una riserva naturale regionale parziale biologica che si estende su un territorio di circa 100 ettari situato in località Gavazzolo, all'estremità settentrionale del territorio del comune di Caravaggio, in provincia di Bergamo. Costituisce la principale risorgiva comunale.
La riserva è caratterizzata dalla presenza di fauna invertebrata di grande interesse scientifico, in particolare il Niphargus stigocharis italicus e Niphargus transitivus dissonus, crostacei anfipodi di ambiente freatico, che rappresentano una vera rarità da tutelare. Nel fontanile sgorga acqua sorgiva data dalla confluenza tra numerose teste.

## Il territorio
Il terreno del Fontanile Brancaleone è di origine fluvioglaciale sabbiosa e ghiaiosa. Si presenta come uno strato non compatto, con spessore inferiore al metro e colore brunastro, data la presenza di acidi umici nei primi 20–30 cm del suolo. Il sottosuolo, inoltre, è particolarmente ricco di acque. Su tutto il territorio si possono incontrare le opere dell'uomo cioè i fontanili scavati per bonificare i terreni prima coperti da acqua. Il fontanile è circondato da un'intricata vegetazione che rappresenta i resti delle tracce dell'antico manto boscoso che copriva la pianura Padana. Fino a duecento anni fa, tuttavia, il bosco ricopriva una fascia più esigua dell'attuale e i territori erano in gran parte paludosi. Oggi, grazie alle bonifiche, i terreni sono largamente coltivati. Il territorio fa parte di un ampio sistema idrico che si può dividere in tre parti: la fontana Brancaleone, la fontana Nuova e la fontana Basso.

## Il fontanile
Il fontanile è noto localmente come Öcc del Bàss, con riferimento alla presenza di sette ricche polle che danno vita all'importante Roggia Basso, le cui acque irrigue furono motivo di contesa con le comunità vicine nel corso del XV secolo. La Roggia Basso confluisce, ancora all'interno del territorio di Caravaggio, nella Roggia Rognola, che alimenta numerosi fossi e canali di irrigazione e termina infine nell'Adda.
Anticamente le acque del Brancaleone andavano quasi certamente ad alimentare il lago Gerundo, un'ampia regione acquitrinosa che secondo le cronache antiche e medievali occupava gran parte dell'attuale Gera d'Adda, prima delle opere di bonifica del XIV secolo.
L'acqua che sgorga dal fontanile viene convogliata nell'asta, o collo di fontana, e successivamente immessa nel canale vero e proprio; grazie alla sua temperatura pressoché costante, pari a circa 11-14 °C, essa veniva soprattutto utilizzata, in passato, per coltivare i prati a marcita.
Le sorgenti vere e proprie erano anticamente ottenute infilando nel terreno dei tini di rovere privi del fondo e con numerose aperture sui lati, in modo da agevolare la fuoriuscita in superficie dell'acqua sotterranea; oggigiorno sono impiegati, al posto dei tini, dei tubi in cemento o in ferro dal diametro di 15-20 cm, anch'essi fittamente bucherellati, infilati nella falda per una profondità di alcuni metri.

## La flora
Il patrimonio floreale del Fontanile Brancaleone è particolarmente ricco soprattutto per quanto riguarda le specie di flora acquatica. Si possono infatti individuare il crescione d'acqua, la veronica acquatica, il sedano d'acqua e tante altre. In tutto gli esperti hanno individuato ben un centinaio di specie erbacee, come la valeriana, e una ventina di specie arboree e arbustive che circondano le sorgenti, senza contare gli alberi tipici della Pianura Padana come i carpini bianchi, saliti platani e pioppi.

## La fauna
Il Fontanile Brancaleone è il luogo dove in passato si rifugiarono numerose specie animali che oggi sono scomparse o sono in via d'estinzione. Gli uccelli più importanti, che compongono il patrimonio faunistico di quest'area, sono l'usignolo, l'usignolo di fiume, il codirosso, il fringuello, l'averla piccola, la tortora, il merlo, il fagiano e molti altri. Tra i pesci ricordiamo il luccio, la tinca e la trota iridea, mentre tra gli anfibi abbiamo la rana verde, il rospo e il tritone punteggiato. Spiccano anche alcune specie di fauna freatica che vivono nella falda sotterranea.